# NGC 2462
NGC 2462 is een spiraalvormig sterrenstelsel in het sterrenbeeld Lynx. Het hemelobject werd op 20 februari 1851 ontdekt door de Ierse astronoom William Parsons.

## Synoniemen
- MCG 10-12-24
- ZWG 287.9
- PGC 22259